# ロマンス・プライバシー
「ロマンス・プライバシー」は、日本の女性アイドルグループAKB48の派生ユニット・フレンチ・キスの楽曲。楽曲は秋元康により作詞、若田部誠により作曲されている。2012年7月18日にユニットの5作目のシングルとしてavex entertainmentから発売された。

## 概要
楽曲のシングルCDは3種の初回生産限定盤（それぞれTYPE-A、B、Cと区別されている）、盤名がなくタイプ名のみの3種（それぞれTYPE-A、B、Cと区別されている。以下、本記事では通常盤と記す）、劇場盤の計7種類がリリースされた。劇場盤は販路限定盤で、サイト「mu-moショップ」を通してリリースされた。初回生産限定盤と通常盤の計6種にはDVDが付属しており、その収録内容はタイプ名ごとに異なっている（同一タイプの初回生産限定盤と通常盤は収録内容が同一である）。収録曲およびジャケットは3種の初回生産限定盤と劇場盤の計4種それぞれで異なっており、通常盤の3種の収録曲はそれぞれと同じタイプ名の初回生産限定盤と同一である。3種の初回生産限定盤には、特典としてオリジナル・トレーディングカード（メンバーソロ3種・集合1種の計4種のうちランダムで1種。集合1種はイベント参加券が付属している）が封入されている。このほか「ワタ鍋会」参加券が初回生産限定盤の50枚のCDにランダムで封入されている。劇場盤にはメンバー個別握手会参加券が封入されている。
前作「最初のメール」のシングルCDに引き続き、DVDのうちTYPE-Bには弾丸ツアーが収録されており、行先はマカオである。
CDのPRイベントとして、2012年7月18日の横浜DeNAベイスターズvs東京ヤクルトスワローズ戦で、「始球式」を行った（投球者は倉持明日香）。始球式は、デビュー曲の「ずっと 前から」で行って以来2度目である。
楽曲のミュージック・ビデオはシリアスドラマ仕立てで、約18分の長編。柏木由紀は戸田恵子が演じるカリスマ議員である母親の遺志を受け継いで、政治家を目指す娘役、高城亜樹はSP役、倉持明日香は秘書役を演じている。劇中で高城はアクションシーンに挑戦している。歌唱・ダンスシーンの衣装には高城のアイデアが起用されている。振付は西田一生（西田プロジェクト）が担当。
楽曲はTBS系列『ひるおび!』7月度エンディングテーマに使用された。

## イベント
開催されるイベントは4種類（柏木由紀は5種類）で、フレンチ・キスのシングルにおいては最多となる。
発売日直前の2012年7月15日に、ミュゥモ・ショップでの対象商品を予約・購入した者の中から抽選で約4,500名を招待する「『ロマンス・プライバシー』予約購入者限定ライブイベント」を開催された。上述の集合のトレーディングカードで参加できるライブイベントは同年9月16日に行われる。さらに同年9月15日には大阪、9月17日には東京で劇場盤発売記念個別握手会がそれぞれ開催された。さらに、50名限定イベント「フレンチ・キス 手作りワタ鍋でおもてなしファンミーティング」も同年10月8日に開催される。
また、柏木由紀が鹿児島限定で、同年7月17日に緊急握手会「ただいま鹿児島、そしてありがとう･･･」が開催された。

## シングル収録トラック

### TYPE-A
「初回生産限定盤TYPE-A」「TYPE-A」ともに収録トラックは同一。
| #  | タイトル                                  | 作詞   | 作曲     | 編曲             | 時間 |
| -- | ----------------------------------------- | ------ | -------- | ---------------- | ---- |
| 1. | 「ロマンス・プライバシー」                | 秋元康 | 若田部誠 | 若田部誠         | 4:35 |
| 2. | 「Rainy day」                             | 秋元康 | 青木真一 | 五十嵐“IGAO”淳一 | 4:58 |
| 3. | 「ロマンス・プライバシー (instrumental)」 |        |          |                  |      |
| 4. | 「Rainy day (instrumental)」              |        |          |                  |      |

| #  | タイトル                                 | 作詞 | 作曲・編曲 |
| -- | ---------------------------------------- | ---- | ---------- |
| 1. | 「「ロマンス・プライバシー」Music Clip」 |      |            |
| 2. | 「「Rainy day」Music Clip」              |      |            |

### TYPE-B
「初回生産限定盤TYPE-B」「TYPE-B」ともに収録トラックは同一。
| #  | タイトル                                  | 作詞   | 作曲     | 編曲     | 時間 |
| -- | ----------------------------------------- | ------ | -------- | -------- | ---- |
| 1. | 「ロマンス・プライバシー」                | 秋元康 | 若田部誠 | 若田部誠 |      |
| 2. | 「瓶の蓋」                                | 秋元康 | 高阪昌至 | 酒井陽一 | 4:43 |
| 3. | 「ロマンス・プライバシー (instrumental)」 |        |          |          |      |
| 4. | 「瓶の蓋 (instrumental)」                 |        |          |          |      |

| #  | タイトル                                 | 作詞 | 作曲・編曲 |
| -- | ---------------------------------------- | ---- | ---------- |
| 1. | 「「ロマンス・プライバシー」Music Clip」 |      |            |
| 2. | 「フレンチ・キス弾丸ツアーinマカオ」     |      |            |

### TYPE-C
「初回生産限定盤TYPE-C」「TYPE-C」ともに収録トラックは同一。
| #  | タイトル                                  | 作詞   | 作曲     | 編曲             | 時間 |
| -- | ----------------------------------------- | ------ | -------- | ---------------- | ---- |
| 1. | 「ロマンス・プライバシー」                | 秋元康 | 若田部誠 | 若田部誠         |      |
| 2. | 「バイオリズム」                          | 秋元康 | 合渡恵子 | 五十嵐“IGAO”淳一 | 4:56 |
| 3. | 「ロマンス・プライバシー (instrumental)」 |        |          |                  |      |
| 4. | 「バイオリズム (instrumental)」           |        |          |                  |      |

| #  | タイトル                                 | 作詞 | 作曲・編曲 |
| -- | ---------------------------------------- | ---- | ---------- |
| 1. | 「「ロマンス・プライバシー」Music Clip」 |      |            |
| 2. | 「「ワタ鍋」ほぼ3分間クッキング」        |      |            |

### 劇場盤
| #  | タイトル                                  | 作詞   | 作曲     | 編曲             | 時間 |
| -- | ----------------------------------------- | ------ | -------- | ---------------- | ---- |
| 1. | 「ロマンス・プライバシー」                | 秋元康 | 若田部誠 | 若田部誠         |      |
| 2. | 「火山灰」(柏木由紀)                      | 秋元康 | 川浦正大 | 五十嵐“IGAO”淳一 | 5:20 |
| 3. | 「ロマンス・プライバシー (instrumental)」 |        |          |                  |      |
| 4. | 「火山灰 (instrumental)」                 |        |          |                  |      |